# Furin
Furin ist eine Endoprotease der Proprotein-Convertase-Familie (PC), das die proteolytische Reifung von Präkursor-Proteinen im eukaryotischen Proteinsekretionsweg katalysiert. Es ist ein überall im Organismus von Wirbeltieren und vielen Wirbellosen exprimiertes Typ-I-Transmembranprotein. Zu den Substraten gehören Wachstumsfaktoren, Rezeptoren, extrazelluläre Matrixproteine und auch andere Protease-Systeme, die bestimmte Krankheiten kontrollieren. Neben der Aktivierung von Krankheitserregern spielt es außerdem eine essentielle Rolle in der Embryogenese und der Homöostase.
Zu den Krankheiten, in die Furin involviert ist, gehören unter anderem der Milzbrand, die Vogelgrippe, Krebs, die Alzheimer-Krankheit und das Ebolafieber.

## Struktur
Die großen extrazellulären Regionen des Furins weisen eine Gesamthomologie mit denselben Regionen von anderen Mitgliedern der Proprotein-Convertase-Familie auf, die zur Superfamilie der Subtilisin-ähnlichen Serinproteasen gehören. Die größten Sequenzähnlichkeiten befinden sich in der Subtilisin-ähnlichen katalytischen Domäne. Der Aspartat-, Histidin- und Serinrest, die zusammen die katalytische Triade bilden, sind hochkonserviert und die katalytischen Domänen von anderen Proprotein-Convertasen sind mit 54–70 % mit der Sequenz von Furin identisch. Neben einem Signalpeptid besitzen Furin und andere Proprotein-Convertasen sogenannte Prodomänen, an denen sich die Schnittstelle des Signalpeptids am N-Terminus und mehrere konservierte basische Aminosäurereste befinden, welche die autoproteolytische Schnittstelle am C-Terminus beinhalten. Diese essentielle Prodomäne spielt eine wichtige Rolle in der Proteinfaltung von PC, deren Aktivierung, Transport und Regulierung. Des Weiteren besitzen Furin und andere PC eine P-Domäne, die für die Enzymaktivität, die Anpassung am pH-Wert und für die Rekrutierung von Calcium als Cofaktor notwendig ist. In bakteriellen PC fehlt die P-Domäne. Die cytoplasmatische Domäne von Furin kontrolliert dessen Lokalisierung und das Protein Sorting (Prozess, bei dem Proteine auf Basis ihres Bestimmungsorts sortiert werden) im trans-Golgi-Netzwerk.

## Eigenschaften
Furin besitzt ein breites pH-Optimum. 50 % seiner enzymatischen Aktivität befindet sich zwischen pH 5 und 8, abhängig davon, welches Substrat gespalten wird. Wie auch andere Mitglieder der Subtilisin-Superfamilie ist Furin streng calciumabhängig und benötigt ungefähr 1 mM Calcium zur vollständigen Funktionsausübung. Außerdem besitzt Furin zwei Calcium-Bindungstaschen, wobei eine Tasche eine mittlere und die andere eine hohe Affinität aufweist. Furin weist außerdem eine schwache Bindung zu Kalium auf; eine Kaliumkonzentration von 20 mM erhöht die Furin-Aktivität durch Erhöhung der Deacylierungsrate (Rückreaktion der Acylierung), die im Katalysezyklus von Furin wichtig ist.
Die Konsensus-Schnittstelle, an der Furin spaltet, befindet sich hinter dem Argininrest am C-Terminus in der Sequenz –Arg–X–Lys/Arg–Arg-|- (wobei X eine beliebige Aminosäure, der senkrechte Strich mit den Viertelgeviertstrichen die Schnittstelle, der Schrägstrich eine „Oder-Verknüpfung“ und der Halbgeviertstrich eine Peptidbindung kennzeichnet) und wurde biochemisch mit zwei Furin-Substraten bestimmt, zum einen mit dem protektiven Antigen (kurz PA, eine Untereinheit des Milzbrandtoxins) und zum anderen mit dem Hämagglutinin des Influenzavirus A (HA). Dabei sind die Argininreste an der P1-Position (Aminosäurerest, der sich N-terminal zur Schnittstelle befindet) und P4-Position (vier Aminosäurereste in N-terminaler Richtung von der Schnittstelle entfernt) essentiell, wobei die basische Aminosäure an der P2-Position nicht essentiell ist, aber die Effizienz der enzymatischen Umsetzung stark beeinflussen kann. Daher stellt die Sequenz –Arg–X–X–Arg-|- die Mindestanforderung für eine Schnittsequenz für Furin dar, wobei durch bevorzugte Aminosäurereste an der P2- und P6-Position nicht-bevorzugte Reste an der P4-Position ausgeglichen werden. Aufgrund dessen stellt in Ausnahmefällen die Sequenz –Lys/Arg–X–X–X–Lys/Arg–Arg-|- ebenfalls eine Schnittsequenz für Furin dar.
Die zwei meistverwendeten Furin-Inhibitoren sind der stöchiometrische Peptidylinhibitor Decanoyl–Arg–Val–Lys–Arg–Chlormethylketon und das α1-Antitrypsin Portland (α1-PDX), eine biotechnologisch erzeugte Variante des α1-Antitrypsins. Decanoyl–Arg–Val–Lys–Ar–Chlormethylketon hemmt alle PC mit einer niedrigen nanomolaren Inhibitionskonstante (Ki), wobei die alkylierenden Eigenschaften der reaktiven Gruppe die Anwendungsmöglichkeiten der Reagens einschränken. α1-PDX wird durch Mutation an einer reaktiven Stelle einer Schleife erzeugt, sodass die Mindestanforderung für eine Schnittsequenz für Furin erfüllt ist (–Arg–Ile–Pro–Arg-|-). Außerdem ist α1-PDX hochselektiv für Furin in vitro (Ki = 600 pM); zudem werden bei höheren Konzentrationen auch andere PC gehemmt. In biochemischen, zellulären und tierischen Studien konnte mit α1-PDX die Furin-Aktivität blockiert und die Produktion von pathogenen Viren, die bakterielle Toxinaktivierung und die Krebsmetastase verhindert werden.

## Funktion
Furin ist ein Enzym, das zur Familie der Subtilisin-like-Proprotein-Convertasen gehört. Deren Mitglieder sind Proprotein-Convertasen, die latent Präkursor-Proteine in aktive Varianten überführen. Es ist eine Calcium-abhängige Serinendoprotease, die sehr effizient Präkursor-Proteine an ihren gepaarten basischen Aminosäuren-Verarbeitungsstellen spalten können. Einige der Furin-Substrate sind Pro-Parathormon, TGF-β1, Pro-Albumin, Pro-Beta-Sekretase, Matrix-Metalloproteinase-1, Beta-NGF und Von-Willebrand-Faktor. Eine Furin-like-Proprotein-Convertase ist mit involviert in der Verarbeitung von Hämojuvelin (RGMc), das eine schwere Erkrankung, die als Juvenile Hämochromatose bezeichnet wird, durch Eisen-Überlastung mit verursachen kann. Forschungsgruppen um die Wissenschaftler Ganz und Rotwein demonstrierten, dass Furin-like-Proprotein-Convertase (PPC) verantwortlich sind für die Umwandlung von 50 kDa HJV zu einem 40 kDa Protein mit einem abgeschnittenen COOH-Terminus an einer mehrbasischen RNRR-Stelle. Es deutet auf einen potentiellen Mechanismus zur Generierung von löslichen Formen des Hämojuvelins (s-Hämojuvelin) hin, das im Blut der Nagetiere und Menschen gefunden werden kann.
Furin ist eine der Proteasen, die für die proteolytische Spaltung der Virushülle-Polyprotein-Präkursoren von HIV: gp160 zu gp120 und gp41 im Vorfeld des viralen Zusammenbaus verantwortlich ist. Man glaubt, dass dieses Gen eine Rolle bei der Tumor-Entwicklung spielt. Für dieses Gen wurden Verwendungen von alternativen Polyadenylationsstellen gefunden.
Furin ist im Golgi-Apparat reichlich vorhanden, wo es andere Proteine zu ihren reifen/aktiven Formen spaltet. Furin spaltet Proteine nur downstream einer basischen Aminosäure-Zielsequenz (typischerweise Arg-X-(Arg/Lys)-Arg'). Nebst der Prozessierung von zellulären Präkursor-Proteinen wird Furin auch von mehreren Pathogenen benutzt. Zum Beispiel müssen die Virus-Hüllen-Proteine von HIV, Influenza, Denguefieber, mehrerer Filoviren inkl. der des Ebolavirus und des Marburg-Virus von Furin oder Furin-like-Proteasen gespalten werden, damit sie voll funktional werden können.
Beim  Betacoronavirus SARS-CoV-2 wurde die Beteiligung von Furin am Zelleintritt nachgewiesen. Die Virushülle des Kapsids von SARS-CoV-2 ist mit Spike-Proteinen besetzt, die Furin-affinitiv ausgebildet sind und durch Furin gespalten werden, um den endosomalen Zelleintritt im Lungengewebe einzuleiten. Milzbrandtoxin, Pseudomonas-Exotoxin, und Papillomaviren müssen von Furin prozessiert werden, während sie die Wirtszelle betreten. Furin-Inhibitoren werden geprüft als therapeutische Mittel zur Behandlung von Anthrax-Infektion.
Die Furin-Substrate und die Positionen der Furin-Spaltungsstellen in Protein-Sequenzen können durch zwei bioinformatische Methoden vorhergesagt werden: ProP und PiTou.
Die Expression von Furin in den T-Lymphozyten ist zur Aufrechterhaltung der peripheren Immuntoleranz erforderlich.
Furin interagiert mit PACS1.